# Miramont (Sigüés)
Miramont ist ein spanischer Ort in den Pyrenäen in der Provinz Saragossa der Autonomen Gemeinschaft Aragonien. Miramont gehört zur Gemeinde Sigüés. 